# Orphinus casuarinae
Orphinus casuarinae là một loài bọ cánh cứng trong họ Dermestidae. Loài này được Blackburn miêu tả khoa học năm 1903.